# アルギシュティ2世

アルギシュティ2世時代のウラルトゥ（黄色）とアッシリア（紫）の版図

アルギシュティ2世（Argišti II）は、ウラルトゥの王。在位：紀元前714年 - 685年。

## 来歴
ウラルトゥ王ルサ1世の息子。紀元前714年、アッシリア帝国のサルゴン2世に敗れた父が死んだため（自殺ともいわれる）、王位を継いだ。アッシリアの攻撃でウラルトゥの国力は衰退し、主神ハルディ信仰の中心地だったムサシルが攻略されたことで、心理的にも大打撃を受けた。勝者であるアッシリアには軍隊の領内通過、また鉄鉱山の採掘権や森林の伐採権を許し、さらには農産物や金属などの貢納も課せられていたと思われる。学者の中にはこの時代のウラルトゥをアッシリアの属国とみなす意見もある。アッシリアとは緊張を孕みながらも一応平和な関係を維持できることになった。
こうした情勢の中、アルギシュティは王国の活路を北方のトランスコーカサス地方に求めた。またアルギシュティがヴァン湖の北岸地方で灌漑水路を整備して果樹園を作り、東方にも遠征したことがその碑文に記されている。イラン領内のアゼルバイジャン地方ではアルギシュティの残した碑文が発見されている。アルギシュティがカスピ海地方にまで遠征したかは議論が分かれているが、考古学調査の成果に拠ればウルミア湖以遠にウラルトゥの勢力が及んでいたとは考えにくい。
紀元前705年にサルゴン2世が死んでセンナケリブが王位につき、アッシリアとウラルトゥの関係はより安定したが、南下する騎馬民族キンメリア人の脅威もあり、ウラルトゥの勢威が戻ることはなかった。アルギシュティの跡は息子のルサ2世が継いだ。

## 文献
- Пиотровский Б. Б. Ванское царство (Урарту), Издательство Восточной литературы, Москва, 1959

（邦訳）『埋もれた古代王国の謎 幻の国ウラルトゥを探る』（ボリス・ボリソヴィッチ・ピオトロフスキー著　加藤九祚訳　岩波書店） ISBN 9784000001601 (4000001604)
- Меликишвили Г. А. Урартские клинообразные надписи, Издательство АН СССР, Москва, 1960
- Арутюнян Н. В. Биайнили (Урарту), Издательство Академии наук Армянской ССР, Ереван, 1970